# سرسینه

بخش سرسینه به رنگ آبی.

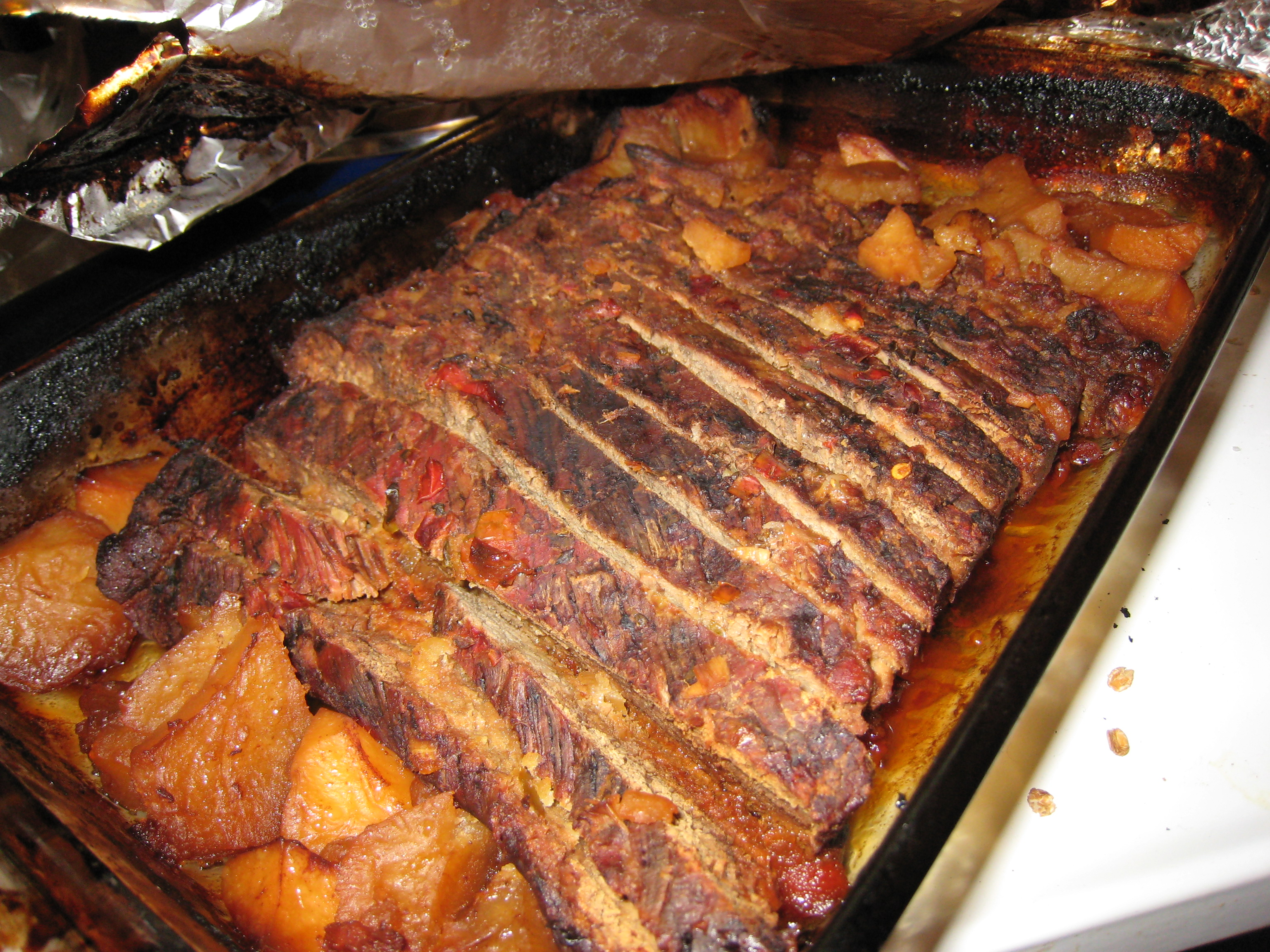
دیسی از سرسینه پخته.

سرسینه بخشی از لاشه گاو و گوسفند است که شامل بخش‌های پیشین و پایین دنده‌ها است. این قسمت یکی از هشت برش اصلی خوردنی از لاشه این حیوانات است. ماهیچه‌های سینه‌ای سطحی و عمیق، ماهیچه‌های سرسینه را تشکیل می‌دهند. از آنجا که گاو و گوسفند استخوان ترقوه (استخوان چنبره) ندارند ماهیچه‌های سرسینه ۶۰ درصد از وزن بدن دام را در حالت ایستاده تحمل می‌کنند. این امر نیاز به مقدار زیادی بافت همبند دارد و بنا بر این گوشت حاصله را باید با روش صحیحی پخت تا این بافت همبند تُرد شود.